# 隆兴镇 (习水县)
隆兴镇，是中华人民共和国贵州省遵义市习水县下辖的一个乡镇级行政单位。
2015年12月28日，贵州省人民政府批复同意习水县部分乡镇行政区划调整，从隆兴镇析置马临街道。析置后的隆兴镇辖隆兴社区、柑甜村、龙溪村、永胜村、新光村、陶罐村、淋滩村、滨江村，镇人民政府驻隆兴社区。

## 行政区划
隆兴镇下辖以下地区：
隆兴街道社区、龙溪村、柑甜村、永胜村、新光村、陶罐村、滨江村和淋滩村。